# Rafał Wiechecki
Rafał Sylwester Wiechecki, né le 25 septembre 1978 à Piotrków Trybunalski, est un homme politique polonais membre de la Ligue des familles polonaises (LPR). Il est ministre de l'Économie maritime entre mai 2006 et août 2007.

## Biographie
Il adhère en 2002 à la Ligue des familles polonaises. Il postule deux ans plus tard aux élections européennes, mais échoue avec 3 139 votes préférentiels.
Aux élections législatives du 25 septembre 2005, il est candidat de la LPR dans la circonscription de Szczecin. Il engrange 6 058 suffrages de préférence et se fait ainsi élire à la Diète. Il devient alors vice-président de la commission des Lois.
Le 5 mai 2006, Rafał Wiechecki est nommé ministre de l'Économie maritime dans le gouvernement de coalition du conservateur Kazimierz Marcinkiewicz. À 27 ans, il est le plus jeune ministre de l'histoire de la IIIe République. Il est reconduit le 14 juillet dans le cabinet de coalition du conservateur Jarosław Kaczyński.
Il est relevé de ses fonctions le 13 août 2007, à la suite de la rupture de la coalition au pouvoir. Au cours des élections législatives anticipées du 21 octobre, la LPR n'accède pas à la représentation parlementaire et lui n'obtient que 1 416 voix préférentielles. Il met donc fin à sa carrière politique.